# Wolf Cub
Wolf Cub, il cui vero nome è Nicholas Gleason, è un personaggio dei fumetti, creato da Brian K. Vaughan (testi) e Lee Ferguson (disegni), pubblicato dalla Marvel Comics. Apparso per la prima volta sulle pagine della mini-serie Chamber n. 1 (ottobre 2002), da allora ha risieduto allo Xavier Institute, per poi entrare prima nei Paragons e poi negli Young X-Men.

## Biografia del personaggio

### Specie Dominante
Dopo la morte dei genitori, Nicholas Gleason, giovane mutante con permanente aspetto lupesco, divenne bersaglio di una setta d'assassini anti-mutanti. Soccorso dagli X-Men Chamber e Ciclope, Gleason venne spedito allo Xavier Institute, dove con l'assistenza di altri mutanti cominciò a venire a patti con la sua natura animalesca. Tuttavia, malgrado gli sforzi gli riuscì di attaccare Havok e ferirlo gravemente prima di fuggire dall'istituto ed incontrare il mutante Maximus Lobo e gli altri licantropi della Specie Dominante. Lobo tentò sempre più insistentemente di far entrare nel gruppo anche il giovane Gleason con l'intento di penetrare all'interno dell'istituto, ma questi, ritrovandosi infine con le spalle al muro non poté fare altro se non allearsi con il gruppo pandimensionale degli Exiles per sconfiggere definitivamente Lobo ed il suo branco.

### Decimazione e Paragons
Durante la direzione di Emma Frost e Ciclope dello Xavier Institute e la divisione degli studenti in squadre, Gleason fu assegnato al team dei Paragons, assieme a Pixie, e posto sotto la guida prima di Wolfsbane e poi di Magma. Al risveglio dell'M-Day, Gleason fu uno dei pochi studenti a mantenere i propri poteri, mentre la maggior parte degli studenti depotenziata fu costretta ad abbandonare la scuola.

### Alla ricerca di Magik
Durante l'ascolto del racconto su Magik, Belasco e il Limbo, narrato da Blindfold, Wolf Cub assieme agli altri fu catapultato all'interno di questa dimensione demoniaca dove venne imprigionato, ma non serza aver prima ucciso parecchi demoni con i suoi artigli.

### Young X-Men
Reclutato da Ciclope prima che riuscisse a sventrare Maximus Lobo, Wolf Cub, assieme a Dust, Rockslide, Blindfold, Ink e Greymalkin, entrò a far parte di un nuovo team di X-Men con l'obiettivo di fermare la nuova Confraternita dei mutanti. Portato a termine il rapimento di Magma, durante il quale Dust viene cristallizzata dalle fiamme della mutante, Ciclope affida loro il compito di fare irruzione all'interno del Club infernale. Nel mentre, alla Caverna del Pericolo un misterioso mutante rivela che dietro le sembianze del capo degli X-Men si celava il cyborg Donald Pierce, che infuriato fugge dal luogo dello scontro per tornare lì dove aveva imprigionato Moonstar e Blindfold, fatta prigioniera da Ink. Scoperti gli inganni di Pierce, gli Young X-Men uniscono le forze con coloro che avrebbero dovuto catturare e si inoltrano nei tunnel dei Morlocks, dove suppongono si nasconda il nemico. Trovatolo ed ingaggiato lo scontro, come di consueto Wolf Cub si getta per primo nella mischia, facendo avverare la profezia di Blindfold, che aveva visto proprio la sua morte. Infuriato, Rockslide cede alle suppliche finali di Nicholas e decide di non uccidere Pierce, perché non è così che gli X-Men si comportano.

## Poteri e abilità
Gleason possiede una mutazione permanente che fa rassomigliare il suo aspetto a quello di un lupo. Oltre a conferirgli una folta pelliccia, la mutazione gli dona anche forza, velocità, riflessi, resistenza e sensi supersviluppati.